# Kalla det vad fan du vill
Kalla det vad fan du vill är Marjaneh Bakhtiaris debutroman, utgiven 2005 på Ordfront förlag.

## Handling
Huvudpersonen är den upproriska Bahar. Hennes föräldrar från Iran är högutbildade men hennes far får jobb som pizzabagare och taxichaufför, hennes mor (doktor i fysik) får jobba på daghem. Bahar som kan bättre svenska än föräldrarna utnyttjar sin makt. Om de inte gör som hon vill, tänker hon inte hjälpa dem nästa gång de vill att hon ska ringa till någon myndighet. Bahar föraktar både sin mors önskan att lära sig om den svenska kulturen och sin fars stolthet över den persiska kulturen. Hon vägrar också att ses som en representant för iranier eller för invandrare.

## Om romanen
Kalla det vad fan du vill belönades 2005 med En bok för allas litterära humorpris. 2007 belönades den också med en guldpocket, för minst 50 000 sålda exemplar i pocket. Romanen har också bearbetats till en teaterpjäs av Anna Sjövall och pjäsen sattes upp av Malmö dramatiska teater hösten 2007, med Bahareh Razekh Ahmadi som Bahar.